# 羅伯特·拉甘
羅伯特·拉甘（英語：Robert Largan；1987年5月29日—）是英國的一位政治家，所屬政黨是保守黨。他在2019年英國大選中當選海皮克的議員。